# 侯赛因国王国际机场
侯赛因国王国际机场（阿拉伯语：‎）是约旦哈希姆王国唯一的港口城市亚喀巴的国际机场，是约旦航空的枢纽机场，以已故约旦国王侯赛因·本·塔拉勒的名字命名。